# Capbreton
Capbreton ist eine französische Gemeinde mit 9218 Einwohnern (Stand 1. Januar 2022) im Département Landes in der Region Nouvelle-Aquitaine (vor 2016: Aquitanien). Sie gehört zum Arrondissement Dax und zum Kanton Pays Tyrossais.
Der Name in der gascognischen Sprache lautet Capberton. Seine Herkunft ist umstritten.
Die Einwohner werden Capbretonnais und Capbretonnaises genannt.
Der Name des Ortes wird „Cabreton“ [kabʀətɔ̃] ausgesprochen. Das „P“ ist stumm.

## Geographie
Capbreton liegt an der Atlantikküste, ca. 30 Kilometer südwestlich von Dax in der historischen Provinz Gascogne.
Umgeben wird Capbreton von den Nachbargemeinden:
|  | Soorts-Hossegor                             | Angresse        |
|  | Kompassrose, die auf Nachbargemeinden zeigt | Bénesse-Maremne |
|  | Labenne                                     |                 |

Capbreton wird bewässert von den Küstenflüssen Ruisseau le Boudigau und Ruisseau le Bouret, die in der Gemeinde in den Ozean münden.

### Klima
|                        | Jan  | Feb  | Mär  | Apr  | Mai  | Jun  | Jul  | Aug  | Sep  | Okt  | Nov  | Dez  |   |      |
| Mittl. Temperatur (°C) | 7,6  | 8    | 10,9 | 12,2 | 15   | 18,1 | 19,8 | 20,1 | 18,7 | 14,8 | 10,7 | 8,2  | ⌀ | 13,7 |
| Mittl. Tagesmax. (°C)  | 11,4 | 11,9 | 15,7 | 16,6 | 19,3 | 22,3 | 24   | 24,5 | 23,1 | 19,3 | 14,6 | 11,8 | ⌀ | 17,9 |
| Mittl. Tagesmin. (°C)  | 3,9  | 4,2  | 6,1  | 7,9  | 10,8 | 13,9 | 15,7 | 15,8 | 14,3 | 10,4 | 6,9  | 4,6  | ⌀ | 9,6  |
|                        |      |      |      |      |      |      |      |      |      |      |      |      |   |      |
| Niederschlag (mm)      | 125  | 114  | 87   | 94   | 95   | 86   | 67   | 99   | 116  | 131  | 144  | 162  | Σ | 1320 |
|                        |      |      |      |      |      |      |      |      |      |      |      |      |   |      |
| Wassertemperatur (°C)  | 12,9 | 12,3 | 12,6 | 14,1 | 16,4 | 19,3 | 20,8 | 21,4 | 20,7 | 18,7 | 16,4 | 14,4 | ⌀ | 16,7 |

| 3,9 |

| 4,2 |

| 6,1 |

| 7,9 |

| 10,8 |

| 13,9 |

| 15,7 |

| 15,8 |

| 14,3 |

| 10,4 |

| 6,9 |

| 4,6 |

| 3,9 |

| 4,2 |

| 6,1 |

| 7,9 |

| 10,8 |

| 13,9 |

| 15,7 |

| 15,8 |

| 14,3 |

| 10,4 |

| 6,9 |

| 4,6 |

| N i e d e r s c h l a g | 125 | 114 | 87  | 94  | 95  | 86  | 67  | 99  | 116 | 131 | 144 | 162 |
|                         | Jan | Feb | Mär | Apr | Mai | Jun | Jul | Aug | Sep | Okt | Nov | Dez |

Das Klima in Capbreton ist warm und gemäßigt. Die höchsten Temperaturen werden im August gemessen, der trockenste Monat ist der Juli. Höhere Niederschläge sind in den Herbst- und Wintermonaten zu verzeichnen.

## Geschichte

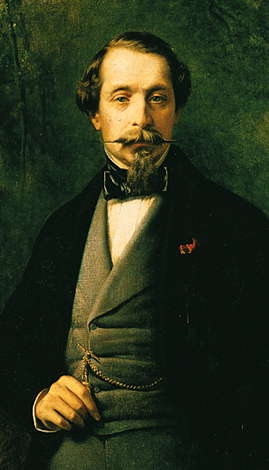
Kaiser Napoleon III. im Jahre 1857

Die Geschicke von Capbreton sind erst ab dem 12. Jahrhundert bekannt. Die ersten Häuser befanden sich im Viertel Bouret. Der Templerorden besaß im 13. Jahrhundert hier ein Haus und eine Kapelle, die der heiligen Maria Magdalena geweiht war, sowie ein Hospital zur Versorgung der Armen und Pilger auf ihrem Weg nach Santiago de Compostela, die über Land oder auf dem Seeweg in Capbreton ankamen. Von 1336 bis 1582 bildeten Capbreton und Labenne ein Baronat, das nicht lehnsabhängig war. Das Renommee des großen Fischerhafens war bis zum Ende des 16. Jahrhunderts beträchtlich. An den Ufern des Flusses Adour wurden Kiefernholz, Harz, Kork und Wein nach Spanien, Portugal, England, den Niederlanden, aber auch in die Bretagne verschifft. Von dort kamen die Schiffe mit Stockfisch beladen zurück. Der kommerzielle Aufschwung sorgte für eine Größe von rund 3.000 Einwohnern in jener Zeit. Im 14. Jahrhundert überflutete ein heftiger Sturm den Hafen und ließ die Mündung des Adour blockieren, so dass der Strom sich ein neues Bett nach Norden suchte und erst bei Vieux-Boucau-les-Bains in den Ozean mündete, wie es auch die Karte von Cassini aus dem Jahre 1750 anzeigt. Die Umleitung des Stroms des Adour nach Boucau im Jahre 1578 unter der Leitung des Ingenieurs Louis de Foix machte den Wohlstand rasch zunichte. Der Hafen von Capbreton versandete und fortan konnten ihn nur noch Schiffe mit leichter Tonnage anlaufen. Während der Französischen Revolution wohnten in der zwischenzeitlich „Cap Brutus“ umgetauften Gemeinde nur noch 537 Personen. Am Ende des 19. Jahrhunderts erlangte die Gemeinde neuen Elan. Sie zog den Vorteil aus ihrer geografischen Lage am Ozean und wandte sich schrittweise dem Tourismus zu. Der französische Kaiser Napoleon III. trieb die Instandsetzung des Hafens ab 1858 voran, und die Epoche war der Anfang der Mode von Baden im Meer, und Wohlhabende begannen, ihre Villas in Capbreton zu bauen. In der ersten Hälfte des 20. Jahrhunderts nutzte eine bedeutende Flotte zum Fang von Sardinen den Hafen von Capbreton. Eine Sardinenfabrik wurde in Betrieb genommen, die 1954 schließen sollte.

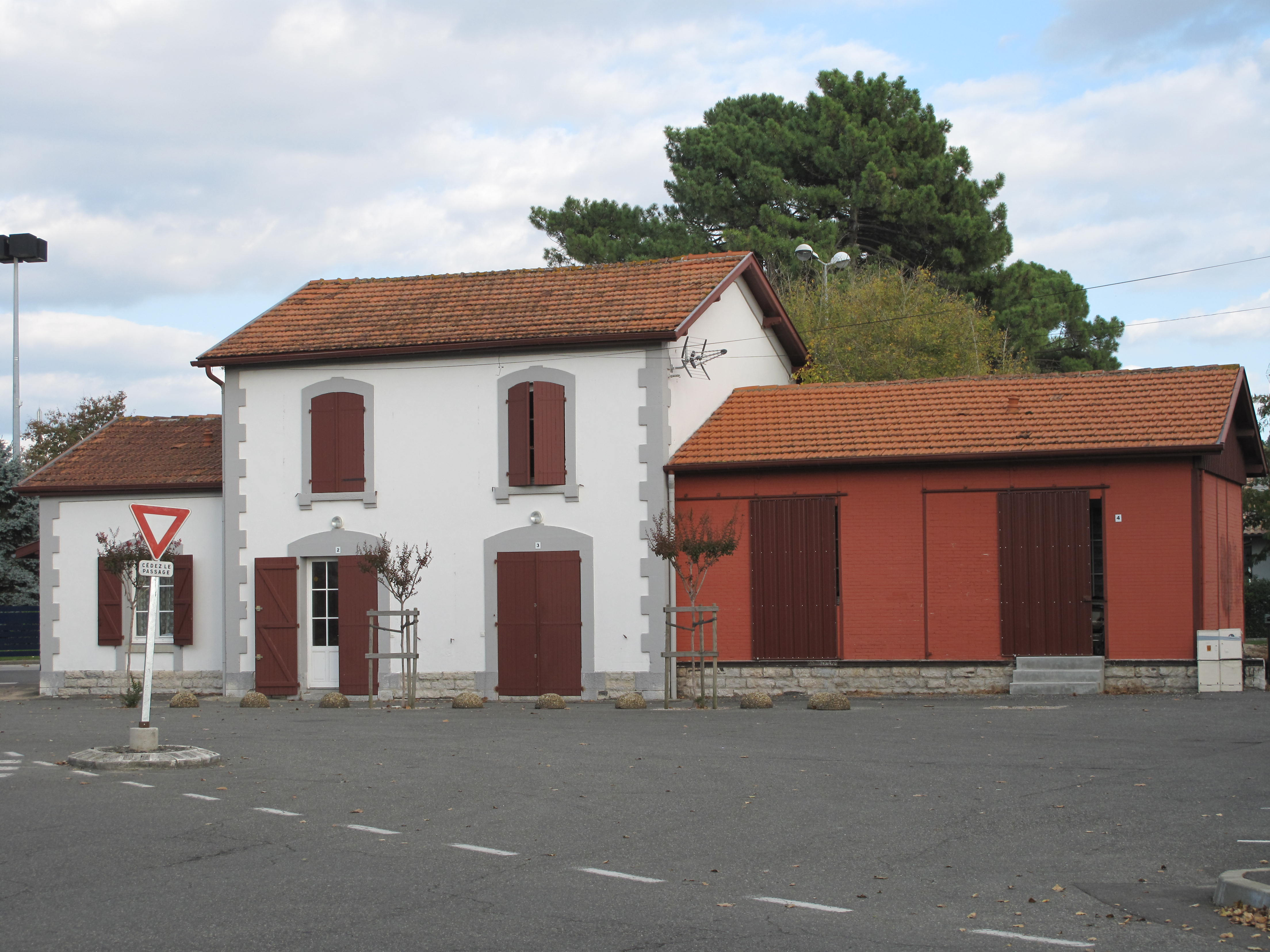
Ehemaliges Bahnhofsgebäude

Die Eröffnung einer Eisenbahnlinie der Compagnie des voies ferrées des Landes von Labenne nach Seignosse im Jahre 1912 unterstützte den weiteren Aufschwung, denn auch in Capbreton wurde ein Bahnhof errichtet. Eine fehlende Schnelligkeit und die Nähe zu Bayonne führten zur Schließung des Zugbetriebs. 1950 wurde die Beförderung von Personen, 1957 der Güterverkehr eingestellt.

### Einwohnerentwicklung
Seit Beginn der Aufzeichnungen hat sich die Einwohnerzahl bis heute vervielfacht. Insbesondere seit den 1920er Jahren zeigt die Wachstumskurve einen signifikanten Anstieg.
| Jahr      | 1962 | 1968 | 1975 | 1982 | 1990 | 1999 | 2006 | 2010 | 2022  |
| --------- | ---- | ---- | ---- | ---- | ---- | ---- | ---- | ---- | ----- |
| Einwohner | 3688 | 3937 | 4263 | 4456 | 5089 | 6659 | 7546 | 7965 | 9.218 |

### Altersstruktur
| Männer | Alterstufe   | Frauen |
| ------ | ------------ | ------ |
| 35     | 90 und älter | 133    |
| 482    | 75–89        | 697    |
| 848    | 60–74        | 1082   |
| 664    | 45–59        | 848    |
| 798    | 30–44        | 772    |
| 656    | 15–29        | 523    |
| 528    | 0–14         | 520    |

## Kultur und Sehenswürdigkeiten

### Kultur
- La torrèle de Capbreton. Jedes Jahr zu Weihnachten werden Holzstämme zu einem kleinen, rund drei Meter hohen Turm, la torrèle genannt, auf dem Platz vor dem Rathaus aufgeschichtet und nach der Christmette von einer lokalen Persönlichkeit angezündet. Der Brauch geht auf eine Legende zurück, nach der die Einwohner von Capbreton einen Angriff der Normannen zur Weihnachtszeit abgewehrt haben sollen, indem sie alles Holz angezündet haben, was sie finden konnten. Sie liefen die ganze Nacht vor dem Feuer hin und her und gaukelten den Angreifern eine große Verteidigungsbereitschaft vor. Die Normannen zogen wieder ab. Der Brauch zählt zum immateriellen Kulturerbe Frankreichs.[12]

### Bauwerke
- Pfarrkirche. Die Nikolaus von Myra geweihte Kirche wurde im 19. Jahrhundert als Neubau der früheren Kirche aus dem 16. Jahrhundert errichtet. Sie ist seit dem 16. Oktober 2000 als Monument historique eingeschrieben.[13][14]

- Kapelle Sainte-Thérèse de la Plage. Sie wurde gegen 1945 errichtet und in den Jahren 1949 bis 1952 von den Künstlern M.L. Dillais und Eugène Gorin mit Wandmalereien verschönert. Ihr Langbau ist mit Betonsteinen gebaut. Das Langhaus wird durch eine polygonale Apsis verlängert. Das Dach ist mit Falzziegeln gedeckt und im Westen mit einem Dachreiter mit Glocke komplettiert. Zwischen den Jochen stützen Strebepfeiler das Gebäude.[15]

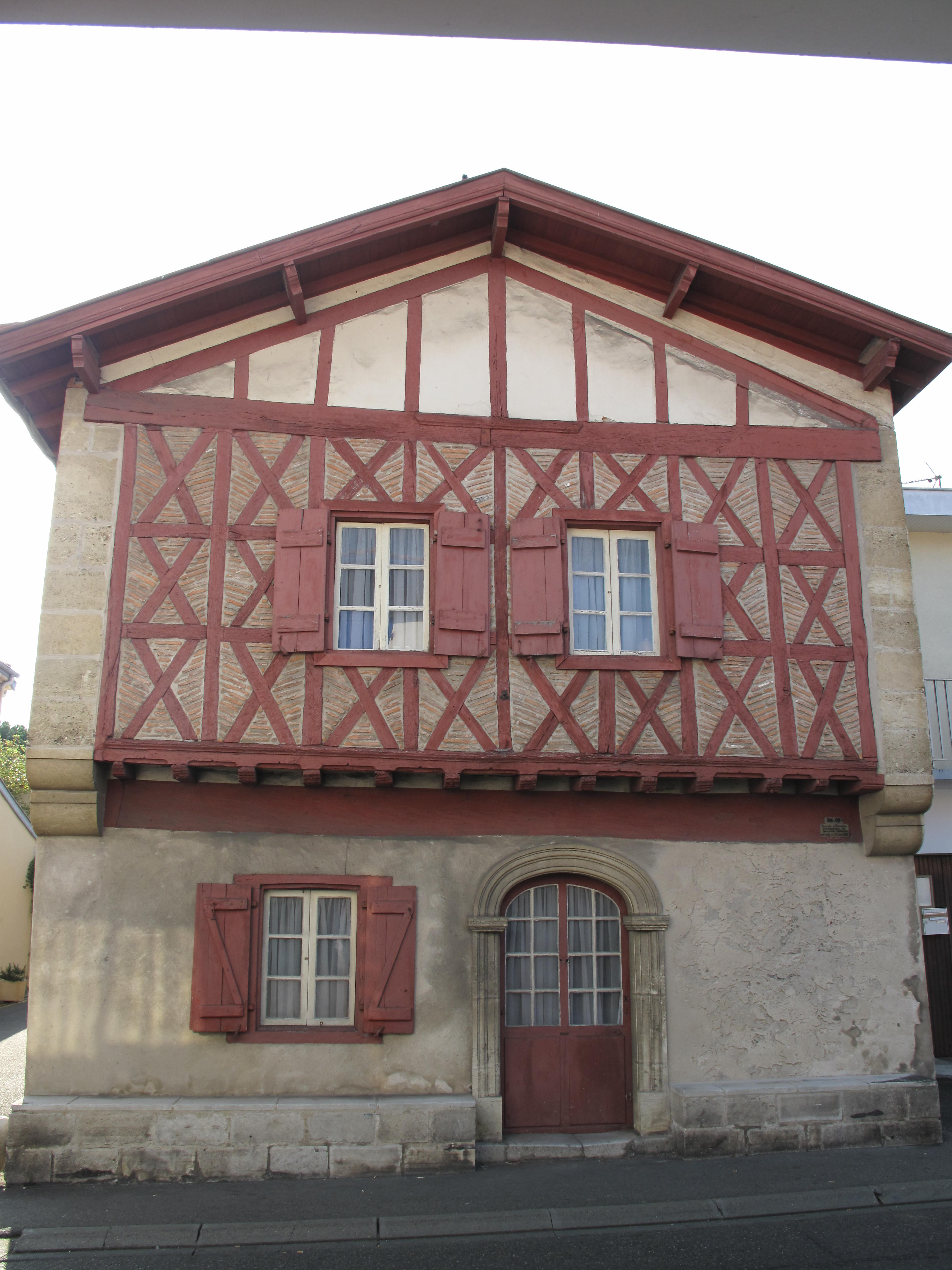
Maison du Rey

- Maison du Rey. Das Haus ist vermutlich im 15. Jahrhundert errichtet worden, in einer Zeit, als Capbreton noch einen wichtigen Fischerhafen besaß. Es ist somit eines der ältesten Gebäude der Gemeinde. Am 22. Oktober 1583 logierte König Heinrich III. von Navarra in diesem Haus als Gast des Bailli Ponteils. Die Hauptfassade zeigt im Erdgeschoss einen rundbogenförmigen Eingang und ein Fenster. Das obere Geschoss bildet einen leichten Überhang und stützt sich auf Unterzüge. Es ist mit drei Reihen überkreuzender Balken fachwerkartig verziert. Zwei rechteckige Fenster mit Holzrahmen öffnen sich in der Mitte. Das Haus befindet sich in Privatbesitz. Es ist seit dem 22. Mai 1978 als Monument historique eingeschrieben.[16][17][18]

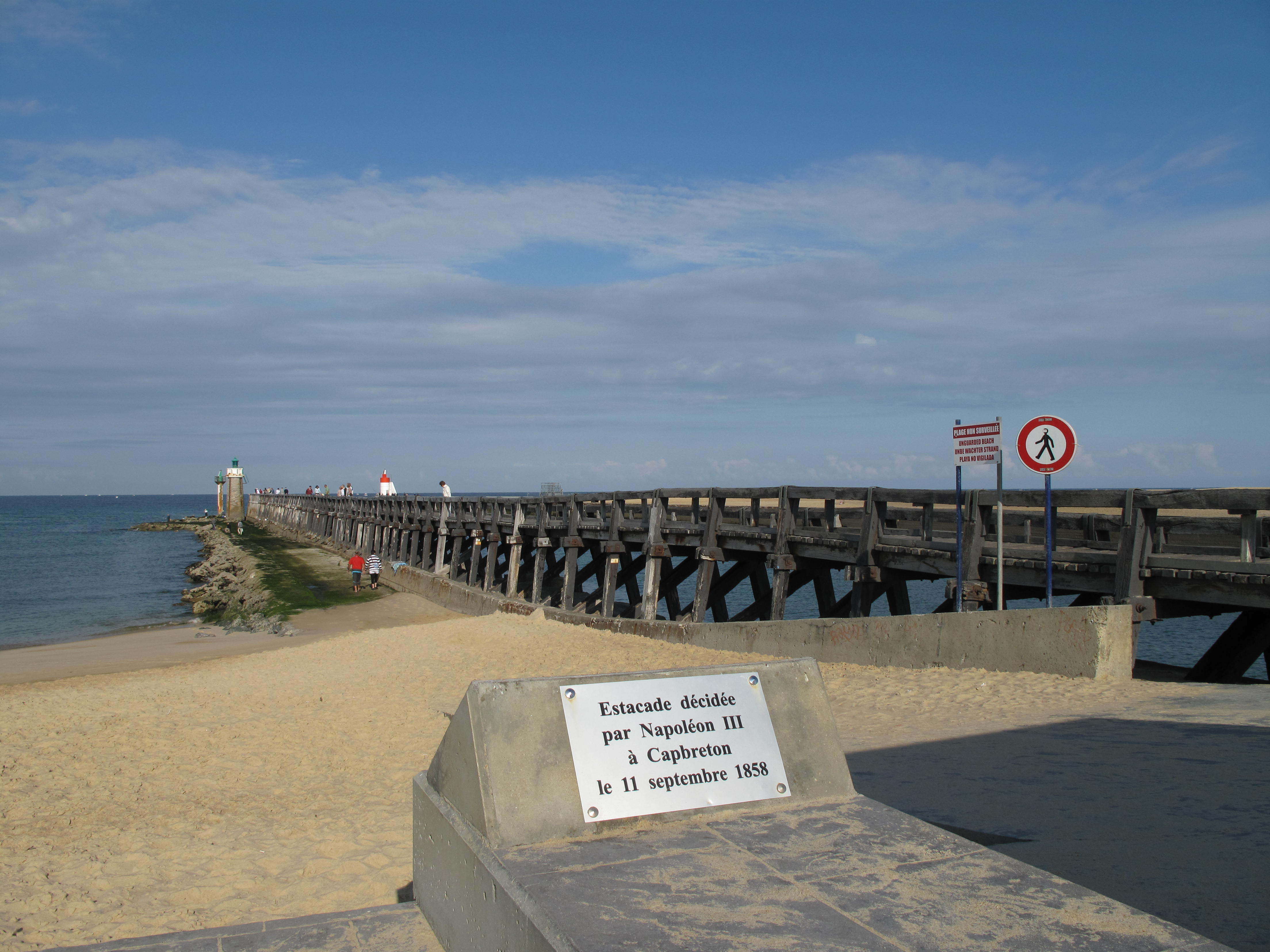
Seebrücke

- Seebrücke. Als der französische Kaiser Napoleon III. im September 1858 die Gemeinde besuchte, um die Pläne für den zukünftigen Hafen zu studieren, ordnete er auch den Bau einer Seebrücke an. Für den Bau wurde das Holz von insgesamt 600 Kiefern aus dem Gemeindewald benötigt. Als der Kaiser am 26. September 1862 zum dritten Mal in Capbreton ankam, war die Seebrücke so gut wie fertig. Die erste Seebrücke besaß eine Länge von 40 Metern. 1875 befand man sie jedoch vermodert, und sie musste ausgebessert werden. 1896 erstreckte sie sich auf einer Länge von 185 Metern. 1924 und 1938 wurde sie in starken Stürmen beschädigt. Im September 1943 wurde die Seebrücke teilweise von deutschen Kanonen beschädigt, die als Teil des Atlantikwalls eine freie Schusslinie beanspruchten. 1947 wurde die Seebrücke wieder aufgebaut und mit einem Leuchtturm bestückt. Ihre neue Länge beträgt nun 189,60 m. Im Januar 1978 verlor die Seebrücke erneut rund 20 Meter, die von den Fluten fortgerissen wurden. Die Unterbauten wurden verstärkt, und die Holzkonstruktion wurde wieder hergestellt.[19]

## Wirtschaft und Infrastruktur
Die Gemeinde profitiert von der Lage als einzigem Hafen des Départements und seinem Tourismus als Badeort. In der Sommersaison wächst die Bevölkerung von Capbreton auf rund 50.000. Unterkunftsmöglichkeiten bieten zehn Hotels, drei Campingplätze, ein Wohnmobilstellplatz, vier Gästezimmer, sechs Ferienanlagen und 158 registrierte Ferienwohnungen.

### Bildung
Die Gemeinde verfügt über:

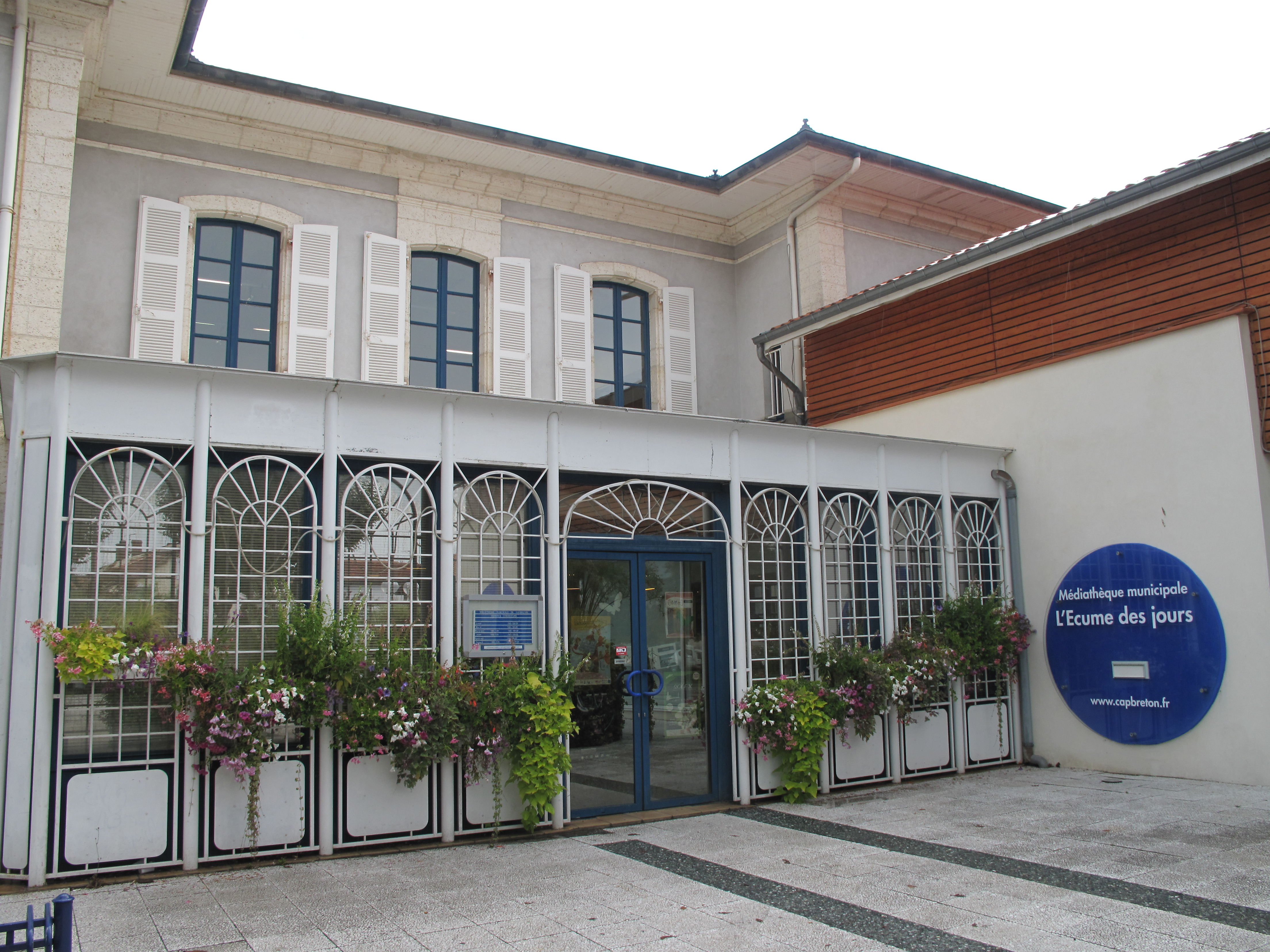
Mediathek L’Écume des jours

- eine öffentliche Vorschule mit 174 Schülerinnen und Schülern
- die private Vor- und Grundschule „St-Joseph Sainte Marie“ mit 267 Schülerinnen und Schülern
- die öffentliche Grundschule „Groupe scol. Saint Exupéry“ mit 328 Schülerinnen und Schülern
- das öffentliche Collège Jean Rostand
- das private Collège Saint-Joseph
- das öffentliche berufsbildende Gymnasium Louis Darmanté.[22]
- die Mediathek L’Écume des jours, die ihren Namen nach dem gleichnamigen Roman von Boris Vian erhielt, der sich während des Zweiten Weltkriegs zeitweise in Capbreton aufgehalten hat[23]

### Sport und Freizeit

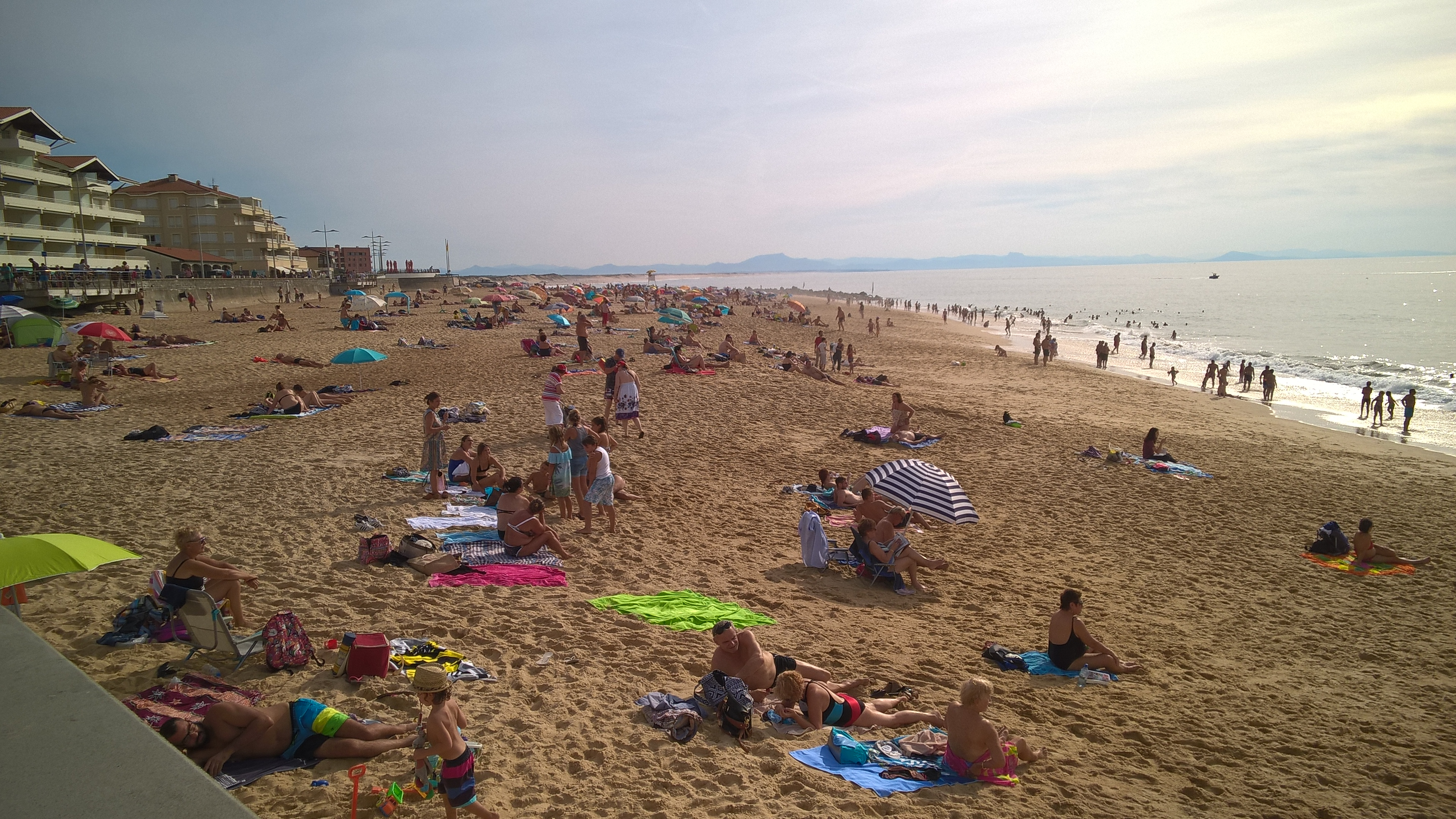
Strand La Centrale

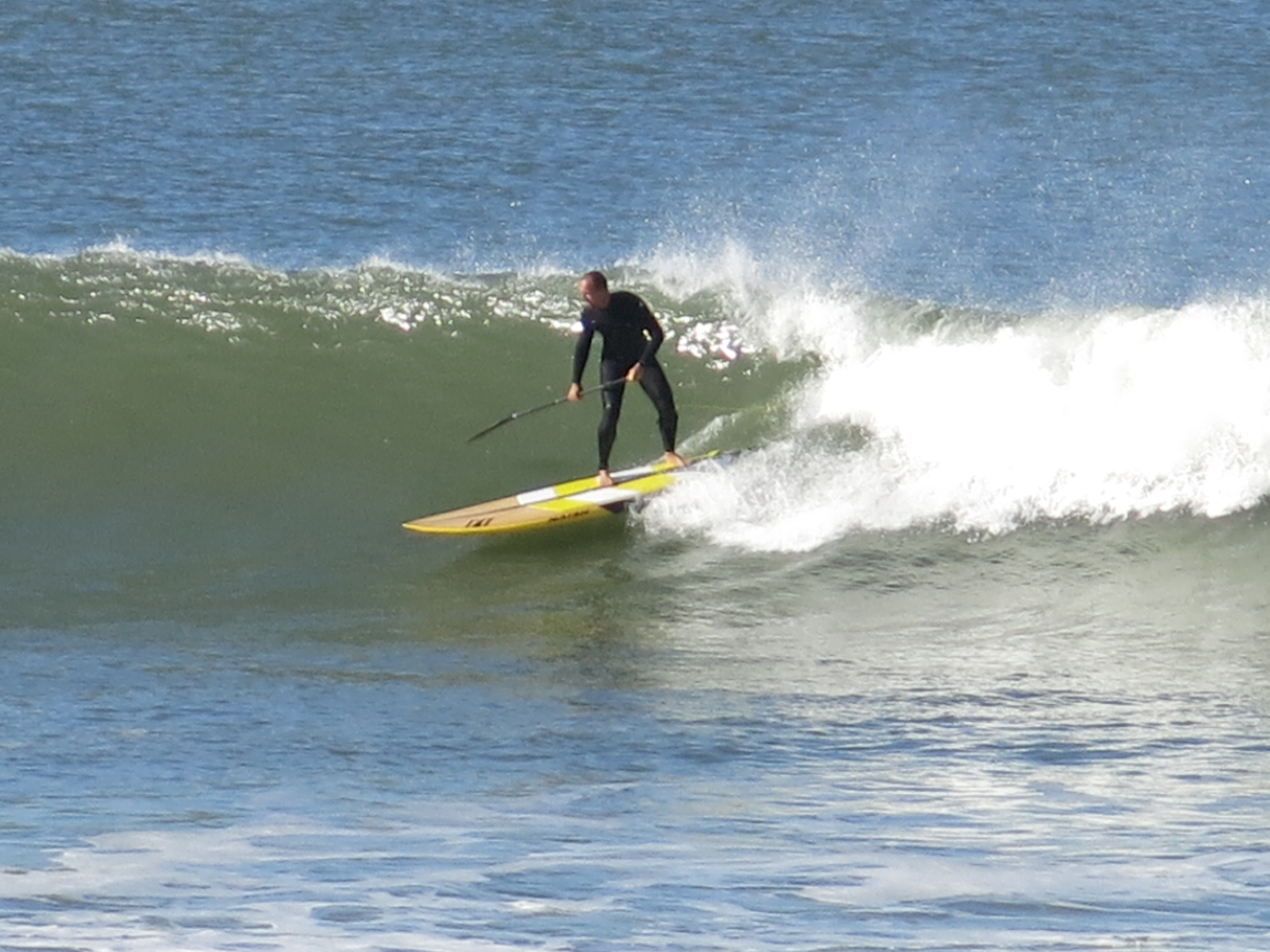
Stand Up Paddling

- Die Gemeinde verfügt über acht Sandstrände, die ineinander übergehen, darunter sieben, die während des Sommers bewacht sind:
  - Notre-Dame, auf dem rechten Ufer der Hafenausfahrt,
  - L’Estacade, auf dem linken Ufer der Hafenausfahrt, kleinster Strand, beliebt bei Kindern und Fischern bei Ebbe
  - La Centrale, Strandzugang für Behinderte,
  - Le Prévent,
  - La Savane, auch le Santocha genannt, beliebt bei Surfern,
  - La Piste, beliebt bei Surfern,
  - Les Océanides, auch le VVF genannt,
  - La Pointe, nicht überwachter Naturstrand für Surfer und Freikörperkultur.[24]

- Der Spazierweg Sentier de la Dune mit einer Länge von 2,7 km ist mit Informationstafeln ausgestattet und führt vom Strand Le Prévent in südlicher Richtung über die Dünenlandschaft.[25]

- Capbreton bietet eine Fülle von Sport- und Freizeitmöglichkeiten zu Land und zu Wasser.[26]

- Capbreton ist auch ein Zentrum des Wellenreitens. Entsprechend gibt es eine Vielzahl an Surfschulen.[27]

- Capbreton liegt am Voie de Soulac, auch Voie du littoral genannt, einem Nebenweg für Pilger nach Santiago de Compostela. Er führt von Soulac-sur-Mer zur spanischen Grenze, wo er sich mit den Hauptwegen vereint.[28]

- Die Gemeinde verfügt über den Rugby-Verein US Capbreton, dessen Herrenmannschaft im Jahre 1977 die französische Meisterschaft der Rugby Union der ersten Serie gewinnen konnte.

### Verkehr
Capbreton ist erreichbar über die Routes départementales 28, 133, 152, 418 und 652 und ist über eine Linie des regionalen Busnetzes XL’R mit Dax und Bayonne verbunden.
Die Autoroute A63, genannt Autoroute des Landes, durchquert das Gemeindegebiet auf einem sehr kleinen Abschnitt von ca. 100 m. Die nächste Ausfahrt 8 befindet sich auf dem Gebiet der Nachbargemeinde Bénesse-Maremne, liegt aber nur wenige Meter von der Grenze der Gemeinde entfernt.

## Persönlichkeiten

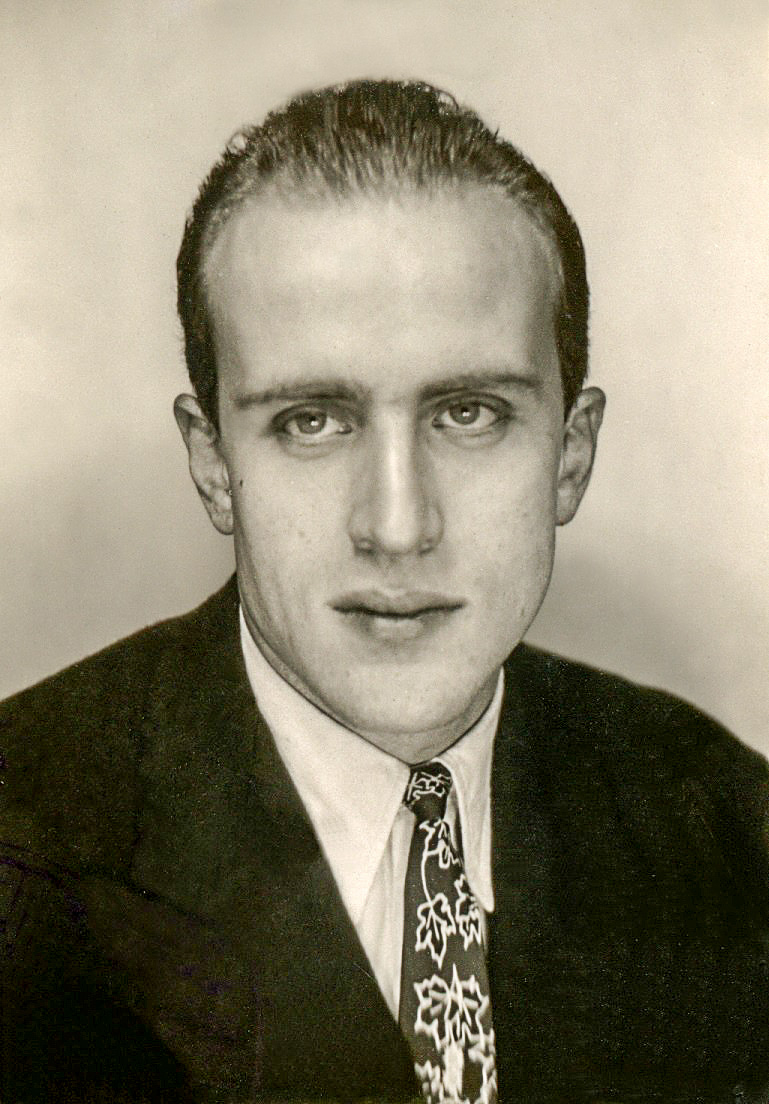
Boris Vian

- Eugène Nicolas Clément d’Astanières, geboren am 2. März 1841 in Paris, gestorben am 30. Januar 1918 in Capbreton, war ein französischer Soldat und Bildhauer. Der Comte entstammt einer sehr alten adeligen Familie aus dem Languedoc. Aus dem Deutsch-Französischen Krieg kam er schwer verwundet zurück, wurde aber im Zusammenhang mit der Pariser Kommune erneut zur Armee gerufen. Nach seiner Entlassung wandte er sich fortan nur noch den Künsten zu. Um die Jahrhundertwende entdeckte er Capbreton für sich und ließ sich hier nieder. Mehrere seiner Werke sind in der Pfarrkirche Saint-Nicolas zu bewundern. Er starb an den Folgen einer Erkältung, die er sich auf der Entenjagd zugezogen hatte. Auf seinen Wunsch hin wurde er im Friedhof von Capbreton bestattet.[29]

- Boris Vian, geboren am 10. März 1920 in Ville-d’Avray, gestorben am 23. Juni 1959 in Paris, war ein französischer Schriftsteller, Jazztrompeter, Chansonnier, Schauspieler, Übersetzer, wesentliches Mitglied des Collège de ’Pataphysique und Leiter der Jazzplattenabteilung bei Philips. Er verbrachte während des Zweiten Weltkriegs eine Zeit lang in seinem Ferienhaus in Capbreton.